# Edgar Aguilera
Edgar Aguilera (Assunção, 28 de julho de 1975) é um futebolista paraguaio.[carece de fontes?]
Aguilera jogou no Club Cerro Corá e fez parte da equipe que representou o Paraguai na Copa do Mundo FIFA de 1998.